# Diane Parish
Diane Parish (Londen, 20 januari 1969) is een Brits actrice van Caribische afkomst; haar vader is van Dominica en haar moeder van Montserrat.

## Biografie
Parish studeerde drama aan het Londense Royal Academy of Dramatic Art. Na haar studies speelde ze vooral in stukken van Shakespeare. In 2005 was ze te zien in het theaterstuk De Vagina Monologen in het West End.
Na haar studies speelde ze ook enkele kleine televisierollen, waaronder de rol van Beth Taylor in Lovejoy en in 1998 de rol van Lola Christie, vriendin van Mick McFarlane, in EastEnders.
In 2001 kreeg Parish voor haar rol in Babyfather de prijs voor beste actrice. Deze prijs werd uitgereikt door de Royal Television Society (RTS). Daarmee was ze de eerste zwarte acteur die een grote RTS-prijs won. Van 2002 tot en met 2004 vertolkte ze de rol van DC Eva Sharpe in de dramareeks The Bill. Vervolgens speelde ze de rol van Sharpe in de spin-off M.I.T.: Murder Investigation Team.
In mei 2006 keerde Parish terug naar EastEnders, deze keer als Denise Fox. Net zoals in haar echte leven heeft Parish' personage twee dochters.
Parish heeft ook enkele gastoptredens gedaan in populaire Britse series, waaronder Casualty, Holby City en Waking the Dead.